# جون دوين بارك
جون دوين بارك (بالإنجليزية: John Duane Park)‏ هو قاضي ومحامي أمريكي، ولد في 26 أبريل 1819، وتوفي في 4 أغسطس 1896.